# Назаренко Валентин Спиридонович
Валентин Спиридонович Назаренко — український інженер, господарський і громадський діяч, заступник генерального директора київського заводу «Арсенал» (1974—1992), кавалер Ордена Трудового Червоного Прапора (1976).

## Життєпис
Народився 8 липня 1928 року в Києві.
З 1936 року по 1941 рік навчався в київській середній школі № 57, закінчив п'ять класів. Під час Другої світової війни, в липні 1941 року був евакуйований разом з родиною в м. Воткинськ (зараз — Удмуртська Республіка, РФ), де вступив до ремісничого училища і за два роки отримав спеціальність токаря по металу.
Після повернення до Києва в 1944 році вступив токарем на завод «Арсенал» імені В. І. Леніна. У 1949 році призваний на службу до лав ВМФ Радянської армії. У 1958 році демобілізувався в званні мічмана і поступив на роботу в управління машинобудування київського раднаргоспу. У 1961 році переведений на завод «Арсенал» на посаду начальника I-го відділу.[неавторитетне джерело] У 1965 році заочно закінчує Леніградський інститут Водного Транспорту по кваліфікації «інженер-електромеханік» і призначається керівником групи, а пізніше начальником відділу Центрального конструкторського бюро (ЦКБ) заводу. На цій посаді відповідає за модернізацію, проектування і виготовлення нових зразків авіаційної техніки та електрорадіоелементів спеціального призначення. У 1974 році наказом Міністерства Оборонної промисловості СРСР призначений заступником директора заводу «Арсенал» ім. В. І. Леніна по кадрам.[неавторитетне джерело] З 1975 року після реорганізації заводу займає посаду заступника генерального директора виробничого об'єднання «Завод Арсенал» по кадрам.[неавторитетне джерело] Керує багатотисячним колективом об'єднання до 1992[неавторитетне джерело] року. Помер 23 квітня 2006 року. Похований в Києві на Лісовому кладовищі.

## Громадська діяльність
1952—1956 рр — депутат Кіровської районної ради м Астрахань, 1957—1960 рр — народний засідатель Подільського суду Києва, Голова правління спортклубу заводу «Арсенал», голова правління будинку культури заводу «Арсенал»

## Нагороди
1976 року — Орден Трудового Червоного Прапора, 1988 рік — Почесна грамота Президії Верховної Ради Української РСР, Медаль «За доблесну працю у Великій Вітчизняній Війні 1941—1945 рр», Медаль «40 років Збройних Сил СРСР» (1958), Медаль "За доблесну працю. В ознаменування 100-річчя від дня народження В. І. Леніна "(1945), Медаль «Тридцять років Перемоги у Великій Вітчизняній Війні 1941—1945 рр» (1975), Медаль «В пам'ять 1500-річчя Києва» (1982), Медаль «Сорок років Перемоги у Великій Вітчизняній Війні 1941—1945 рр» (1985), Медаль «Ветеран праці» (1983)